# Acacia urophylla
Acacia urophylla é uma espécie de leguminosa do gênero Acacia, pertencente à família Fabaceae.